# Hegedűs Sándor (újságíró)
Hegedűs Sándor (Budapest, 1959. április 19. –) újságíró, író, szerkesztő.

## Életpályája
Budapesten végezte a középiskolát, a Bálint György Újságíró Akadémián szerzett újságírói képesítést, majd a pécsi Janus Pannonius Tudományegyetemen, a Kossuth Lajos Tudományegyetemen és a Debreceni Egyetemen tanult. 1990-től a Magyar Újságírók Országos Szövetsége tagja. 2002-2011 között a MÚOSZ Bálint György Újságíró Akadémia óraadó tanára.
1987-1990 között a Budai Hírmondó szerkesztőbizottsági tagja; 1991-1992-ben a Hangya Újság rovatvezetője; 1993-1994-ben a Szivárvány Diákmagazin főszerkesztője; 1991-1997 között a Klubmagazin főmunkatársa; 1998-1999-ben a Ferencvárosi Magazin újságírója, majd rovatvezetője; 2001-2002-ben a Klikk olvasószerkesztője; 1997-2008 között a Lungo Drom rovatvezetője; 1997-2006 között a Ferencvárosi Magazin rovatvezetője; 1998-tól a Barátság újságírója, olvasószerkesztője.
1988-ban az év olvasószerkesztője, „bakilövő bajnoka” (Tények Könyve). 1996-ban Kraxner Alajos-díjjal, 1997-ben Vasvári Pál Emlékplakettel; 2003-ban Kisebbségekért Díjjal (kollektív, Barátság szerk.); 2011-ben József nádor-díjjal tüntették ki.
Főbb művei: Cigány kronológia (Konsept-H Kiadó, Piliscsaba, 2001.); Cigányábrázolás a magyar költészetben (Konsept-H Kiadó, Piliscsaba, 2001. és 2004.; Cigány irodalmi kislexikon (Konsept-H Kiadó, Piliscsaba, 2002.; Szécsi Magda költészete [in.: Szécsi Magda: Fekete fények - OTKA, Szolnok, 2001.]; Farkas Kálmán [in.: Ember a viharban - az első cigány újságíró - OTKA, Szolnok, 2003.]; A beás irodalom [in.: Tanulmányok a magyarországi beásokról – Szent István Egyetem, Gödöllő, 2009.]; Gyémántpercek [in.: Több nyelven egy hazában – Társalgó Galéria, Budapest, 2009.].
Ő szerkesztette Szécsi Magda első verseskötetét (Fekete fények) és Farkas Kálmán utolsó könyvét (Elsorvasztott mozgalom).